# Font Groga
|  | No s'ha de confondre amb Font Groga (Collserola). |

La Font Groga és una font de Sant Gregori (Gironès) inclosa a l'Inventari del Patrimoni Arquitectònic de Catalunya.

## Descripció
L'element que conté el brollador té forma oval, construït amb peces de fàbrica, formant un banc al voltant de la font i quedant a un nivell inferior a la resta de l'esplanada.
És de destacar el paratge que envolta l'element format per una arbreda de roures, alzines i pins.

## Història
Segons Botet i Sisó i també l'opinió del poble coincideixen en dir que es tracta d'una font ferruginosa, potser una mica més picant que l'aigua que surt de la fons de Can Corominas.